# Agama knobeli
Espèce
Synonymes
- Agama anchietae var. knobeli Boulenger & Power, 1921
- Agama atra knobeli Boulenger & Power, 1921

Agama knobeli est une espèce de sauriens de la famille des Agamidae.

## Répartition
Cette espèce est endémique de Namibie. Elle se rencontre entre Lüderitz et Keetmanshoop. 

## Publication originale
- Boulenger & Power, 1921 : A revision of the South African agamas allied to Agama hispida and A. atra. Transactions of the Royal Society of South Africa, vol. 9, no 3, p. 229-287 (texte intégral).